# Gualtherus Michael van Nieuwenhuizen

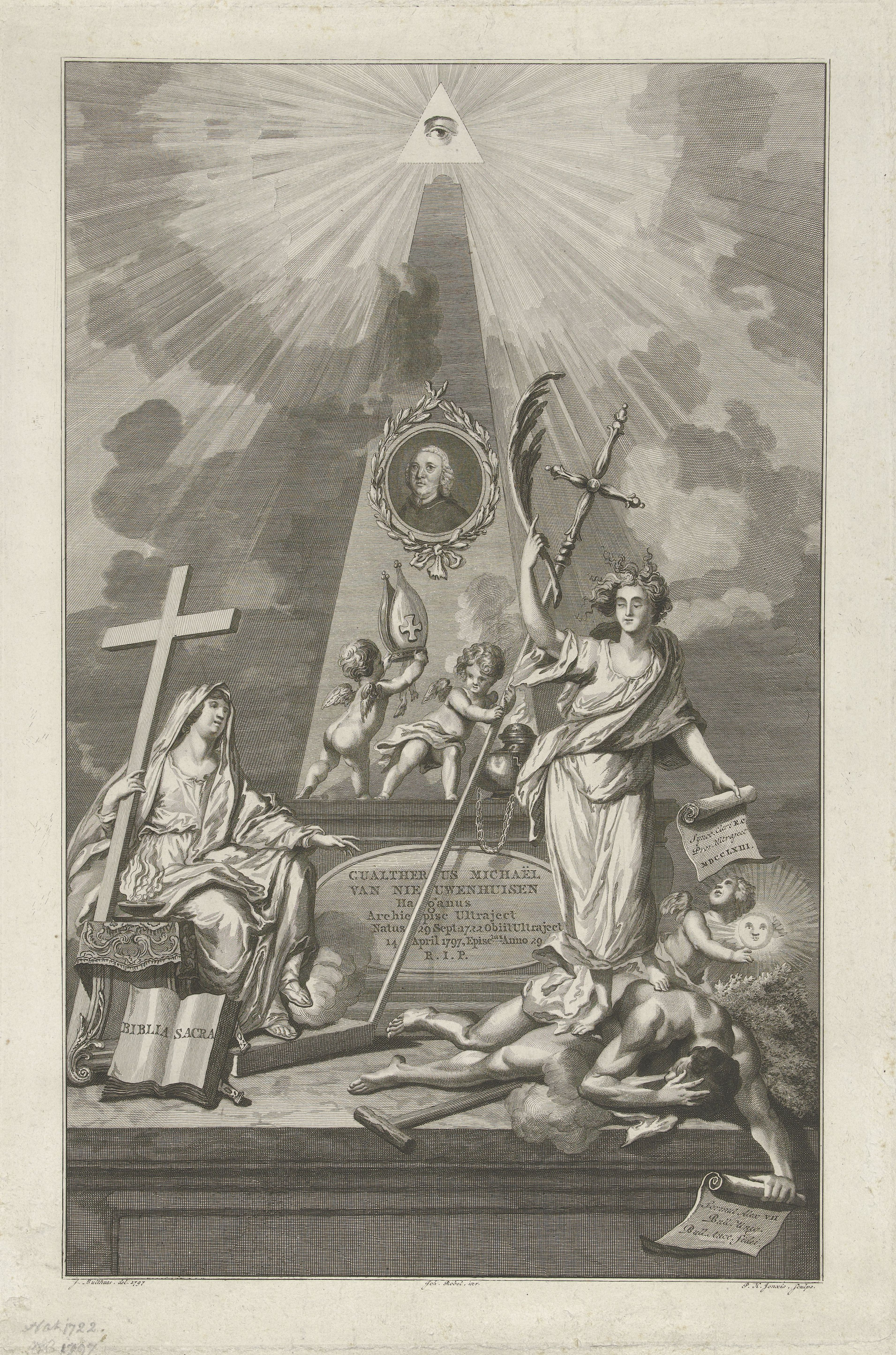
Gedenkblatt mit einem Porträt von Gualtherus Michael van Nieuwenhuizen

Gualtherus Michael van Nieuwenhuizen (auch Gualtherus Michael van Nieuwenhuysen; † 14. April 1797) war der fünfte alt-katholische Erzbischof von Utrecht.

## Leben und Wirken
Er wurde am 19. November 1767 vom Kapitel zum Erzbischof von Utrecht gewählt und am 7. Februar 1768 durch Johannes van Stiphout, den Bischof von Haarlem, zum Bischof geweiht.
Ein kurioser Vorfall aus dieser Zeit findet sich in den Akten des Utrechter Erzbischöflichen Archivs. Im Jahre 1771 kursierte ein angeblicher Pastoralbrief seines Vorgängers Petrus Johannes Meindaerts betreffend den Seligsprechungsprozess von Juan de Palafox. Dieser Brief datierte vom 15. Dezember 1770 – Meindaerts war aber schon 1767 verstorben. So mussten van Nieuwenhuizen und die Bischöfe Bijeveld von Deventer und van Stiphout von Haarlem zusammen mit einem Mijnheer Meganck den gefälschten Pastoralbrief öffentlich und auch den Päpsten Clemens XIV. und Pius VI. gegenüber für unecht erklären. Darüber entspann sich ein längerer Schriftwechsel mit der römischen Kurie, der jedoch niemals direkt geführt wurde und bis 1776 andauerte.